# Dunnottar Castle

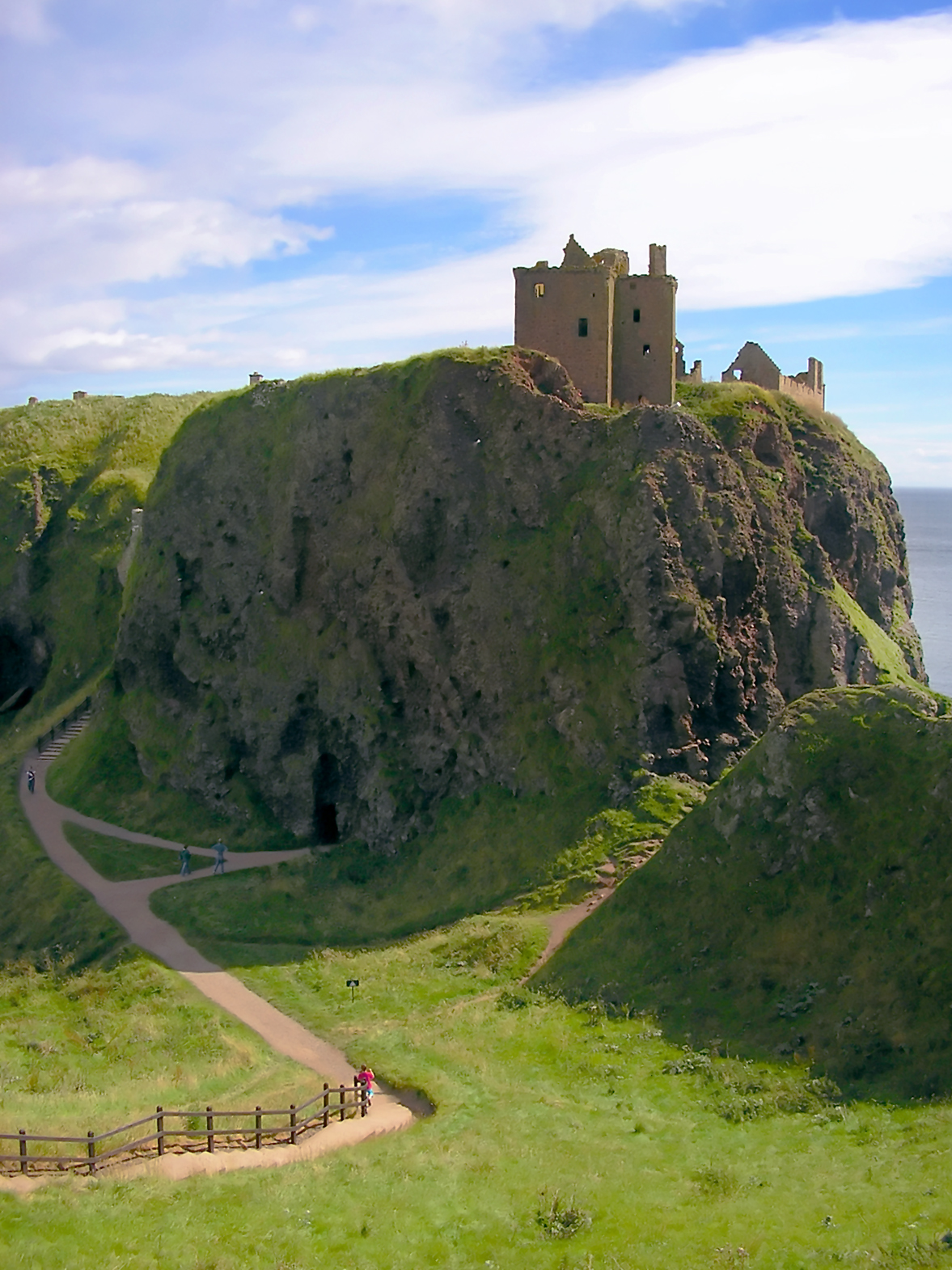
Dunnottar Castle

Dunnottar Castle är en slottsruin utanför Stonehaven i Aberdeenshire, Skottland. Den är belägen på en utskjutande klippa som stupar ner i havet och tusentals besökare lockas dit varje år för att se slottet och lära känna dess dramatiska historia.
Många kända skottar har besökt Dunnottar. William Wallace och Maria Stuart är kanske de mest kända namnen. Den mest kända enskilda händelsen på slottet var då en liten garnison höll stånd mot Oliver Cromwells armé i åtta månader och därmed räddade de skotska kronjuvelerna från förstörelse.
År 1715 dömdes slottets dåvarande ägare George Keith, 10:e earl Marischal, som var bror till den senare så ryktbare fältherren James Keith, för högförräderi på grund av sin medverkan i jakobitupproret och Dunnottar Castle beslagtogs av staten. Efter det bytte slottet ägare vid flera tillfällen. Slottet underhölls inte och sakta men säkert förvandlades det till den ruin man kan se idag. År 1925 köptes slottet av Weetman Pearson, 1:e viscount Cowdray och han började arbetet med att försöka rädda slottet från förfall. Slottet ägs fortfarande av ättlingar till lord Cowdray och är öppet för allmänheten.